# قلعة كريم خان (همت أباد)
قلعة کریم خان (بالفارسية: قلعه کریم‌خان) هي مستوطنة تقع في إيران في قسم همت أباد الريفي.